# 厚椽金蛛
厚椽金蛛（学名：Argiope macrochoera）为园蛛科金蛛属的动物。分布于泰国、印度、尼科巴群岛以及中国大陆的广东、海南等地。该物种的模式产地在印度尼科巴群岛。